# خاروانا (ورزقان)

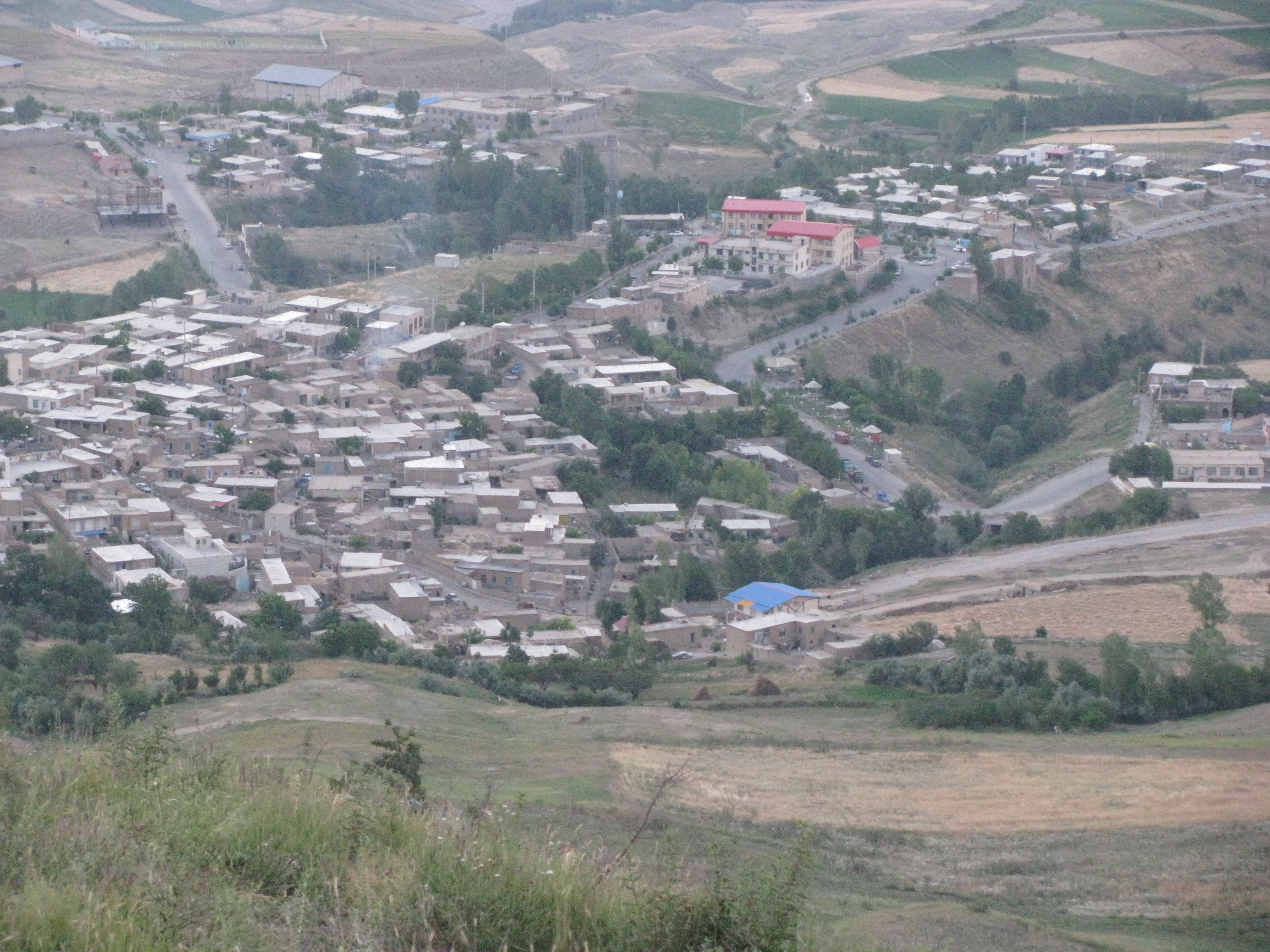

خاروانا (با نام قدیمی «کاروانا» به معنی محل توقف کاروان‌ها) یکی از شهرهای استان آذربایجان شرقی و مرکز بخش خاروانا در شهرستان ورزقان است. تا سال ۱۳۸۰، این بخش جزئی از شهرستان اهر بود اما پس از شهرستان شدن ورزقان به این شهرستان الحاق شد. بر اساس سرشماری سال ۱۳۹۵، جمعیت این شهر ۳٬۳۵۳ نفر گزارش شده‌است.
بخش خاروانا از شمال با کشورهای ارمنستان و جمهوری آذربایجان، از جنوب با شهرستان‌های مرند و شبستر، از شرق با بخش مرکزی ورزقان و از غرب با بخش سیه‌رود شهرستان جلفا هم‌مرز است.
فاصله این بخش تا مرکز شهرستان ورزقان حدود ۶۴ کیلومتر، تا پایانه مرزی نوردوز در مرز ارمنستان ۳۰ کیلومتر، تا مرکز شهرستان جلفا ۷۵ کیلومتر، تا شهرستان اهر ۱۰۵ کیلومتر و تا مرکز استان یعنی تبریز از مسیر ورزقان ۱۴۹ کیلومتر و از مسیر طرزم-قینر ۱۰۴ کیلومتر است.
بخش خاروانا شامل سه دهستان دیزمار مرکزی، ارزیل و جوشین به همراه شهر میلق و ۴۸ روستا و آبادی می‌باشد.
با وجود منابع طبیعی و پتانسیل‌های موجود، این شهر از مناطق مهاجرفرست و توسعه‌نیافته استان به‌شمار می‌رود. برآوردها نشان می‌دهد که حدود ۹۰ درصد جمعیت این منطقه در شهر تهران سکونت دارند.

## تاریخ
از گذشته‌های بسیار دور، شهر خاروانا مرکز بخش دیزمار بوده است. حمدالله مستوفی (۷۵۰–۶۸۰) در صفحه ۱۳۲ کتاب نزهة القلوب منطقه دیزمار را ولایت یکپارچه می‌داند. او دربارهٔ دیزمار می‌نویسد: «دیزمار ولایتی است در شمال تبریز کما بیش پنجاه پاره دیه بود و دوزال و کوردشت و قولان و هزار[=هراس و کاروانا(خاروانا) از معظمات آن. هوایش معتدل به گرمی و آبش از آن جبال برمی‌خیزد و فاضلابش در ارس می‌ریزد حاصلش غله و پنبه و انگور و میوه به همه انواع می‌باشد و پیشتر از همه جا رسد و نوباوه تبریز از آنجا باشدحقوق دیوانش چهل هزار و هشتصد دینار است». [لازم است ذکر شود که در زمان صفویه عشایر پیرعلیلوی رومی، مقدم، بایبردلو، سادات مصری کوه کمر و... در منطقه دیزمار در روستاهای جدیدالاحداث ساکن شدند. موج دوم مهاجرت از آن سوی ارس در زمان فتحعلی‌شاه قاجار روی داد که در آن زمان قاجار کرداحمد، عشایر پسیان سهرون و گل آخور، الیاسکانلوهای دیزمار شرقی، چلبیانلوهای لیلاب و مردانقم و… در آبادی‌هایی جدیدالاحداث ساکن شدند و دیزمار در گذشته نه چندان دور ۱۹۶ آبادی بزرگ و کوچک داشت. در جلد چهارم فرهنگ جغرافیائی ایران جمعیت دیزمار ارسباران ۴۱۲۳۰ نفر و تعداد آبادی‌های آن ۱۱۲ پارچه گزارش شده است. علاوه بر آن اویلق، اندریان، ایری بالا، کوه کمر، کمار بالا، سیه‌رود، خانه سر، جوشین، علی‌لر، مردانقم، مزرعهٔ شادی، شرف آباد و… را از آبادی‌های معروف دیزمار ارسباران معرفی نموده است. اما آنچه مسلم است در زمان نگارش کتاب مزبور ده‌ها روستای تاریخی دیزمار نظیر قینر، کهل، سار، ایوند، امند، ورکش، کلانکش، گنزنق، اولی کندی، مزرعه، زین‌آباد، موجمبار، لاری و… که در نزدیکی مرند به ویژه تبریز قرار دارند جزو شهرستان‌های مزبور به حساب آمده است که در حال حاضر پس از ارتقاء شبستر از بخش به شهرستان این روستاها بین شهرستان‌های تبریز، شبستر و مرند تقسیم شده است.

## افراد سرشناس
علامه جعفری - ستارخان - محمد تقی پسیان - سید یوسف مدنی